# Myśliczek lancetowaty
Myśliczek lancetowaty (Stenus comma) – gatunek chrząszcza z rodziny kusakowatych i podrodziny myśliczków (Steninae).
Gatunek ten został opisany w 1863 roku przez Johna Lawrence'a LeConte.
Chrząszcz o wyraźnie połyskującym ciele długości od 5 do 6 mm. Przedplecze ma nieco dłuższe niż szerokie. Na każdej z pokryw występuje czerwona plama położona pośrodku jej szerokości. Co najmniej cztery pierwsze tergity odwłoka mają boczne brzegi odgraniczone szerokimi bruzdami. Odnóża są w całości czarne. Smukłe tylne stopy prawie dorównują długością goleniom. Od pokrewnych myśliczka dwuplamka i Stenus longipes wyróżnia się grubszym ciałem i czarnym drugim członem głaszczków szczękowych.
Owad holarktyczny, znany z Europy, Rosji, Gruzji, Mongolii, Chin, Korei, Japonii, Kanady i Stanów Zjednoczonych, w Polsce pospolity. Zasiedla pobrzeża wód i skraje lasów, od nizin po piętra hal i kosodrzewin. Spotykany w ściółce, pod kamieniami i gnijącymi szczątkami roślin.